# The Surface Seems So Far
The Surface Seems So Far es el noveno álbum de la banda sudafricana de Metal alternativo Seether, fue lanzado al mercado el 20 de septiembre de 2024 a través del sello discográfico Fantasy Records y producido por el vocalista principal Shaun Morgan. Es la continuación del octavo álbum de estudio de la banda Si Vis Pacem, Para Bellum (2020).
Según el vocalista y guitarrista rítmico Shaun Morgan, es el álbum más pesado e intenso de la banda, y fue escrito durante el confinamiento por la pandemia de COVID-19. También es el primer álbum de la banda que no incluye canciones acústicas.

## Lista de canciones
| N.º | Título             | Duración |  |
| 1.  | «Judas Mind»       | 4:34     |  |
| 2.  | «Illusion»         | 4:02     |  |
| 3.  | «Beneath the Veil» | 3:43     |  |
| 4.  | «Semblance of Me»  | 4:16     |  |
| 5.  | «Walls Come Down»  | 4:26     |  |
| 6.  | «Try to Heal»      | 4:40     |  |
| 7.  | «Paint the World»  | 4:19     |  |
| 8.  | «Same Mistakes»    | 4:00     |  |
| 9.  | «Lost All Control» | 4:33     |  |
| 10. | «Dead on the Vine» | 4:32     |  |
| 11. | «Regret»           | 4:01     |  |

## Personal
Seether
- Shaun Morgan – Vocales principales, guitarra rítmica / productor
- Dale Stewart – Bajo, coros
- John Humphrey – Batería
- Corey Lowery – Guitarra líder
- Matt Hyde – mezclador